# Nordische Skiweltmeisterschaften 1941/Nordische Kombination Männer
Bei den später von der  FIS für ungültig erklärten  Nordischen Skiweltmeisterschaften 1941 in Cortina d’Ampezzo in der  italienischen Provinz Belluno wurde ein Wettbewerb in der  Nordischen Kombination ausgetragen. Diese Weltmeisterschaften waren wegen ihrer Austragung während des Zweiten Weltkriegs von Anfang an umstritten. Eine Vielzahl von Ländern blieb der Veranstaltung fern. Letztendlich handelt es sich um inoffizielle Weltmeisterschaften, deren errungene Medaillen nicht gezählt werden. 

## Austragungsform
Der Wettbewerb setzte sich aus einem Skilanglauf über 18 km und einem  Sprunglauf von der K-70-Schanze zusammen. Der Kombinations-Skilanglauf wurde am Mittwoch, dem 5. Februar 1941 im Rahmen des Skilanglaufes über 18 km gemeinsam mit den Langlauf-Spezialisten ausgetragen. Der Kombinations-Sprunglauf von der neu erbauten Trampolino Italia im Ortsteil Zuel fand am Donnerstag, dem 6. Februar 1941 vor mehr als 10.000 Zuschauern statt.

## Teilnehmer
Am Wettbewerb nahmen nach unterschiedlichen Angaben bis zu 27 Skisportler teil, von denen letztendlich 22 gewertet wurden. Allerdings fehlte vor allem die zuvor eindeutig dominierende Nation Norwegen. Eingeweiht wurde die Schanzenanlage durch einige Spezialspringer wie Sepp Bradl, Sepp Weiler und Randmod Sörensen, die außerhalb der Wertung als Vorspringer über den Bakken gingen.
Zum zweiten Mal nach  Zakopane 1939 gewann der sudetendeutsche Gustl Berauer den Titel als Teilnehmer für Deutschland. Auf Rang zwei platzierte sich nach einer Aufholjagd im Sprunglauf der  Finne Pauli Salonen, der damit den zweiten deutschen Medaillengewinner, den Tiroler  Josl Gstrein, noch auf den dritten Platz verwies.
Von den Schweizer Teilnehmern platzierte sich Walter Fux auf dem neunten Rang. Die übrigen Sportler aus der Schweiz fanden sich am Ende der Ergebnisliste. Adi Gamma, nach dem Skilanglauf auf dem aussichtsreichen dritten Platz gelegen, musste nach einer Erkrankung auf ein Antreten im Kombinationssprunglauf verzichten.
Die ersten auch in den Zeitungen abgedruckten inoffiziellen Ergebnislisten der Kombinierer nach dem Skilanglauf über 18 km zeigten mehrere falsche Laufzeiten, die in der offiziellen Ergebnisliste bereinigt wurden und einige Sportler weit zurückfallen ließ. So lag zum Beispiel der Deutsche Albert Burk erst mit der falschen Laufzeit von 1:12:33,0 h auf dem aussichtsreichen zweiten Rang und fand sich nach der Korrektur mit der offiziellen Laufzeit von 1:17:20,0 h auf Rang fünfzehn wieder. Ähnliches widerfuhr dem Finnen Timo Murama und dem Schweizer Pius Russi.

## Legende
Kurze Übersicht zur Bedeutung der Symbolik – so üblicherweise auch in sonstigen Veröffentlichungen verwendet:
| DNF | Wettkampf nicht beendet (did not finish) |
| DNS | nicht am Start (did not start)           |

## Ergebnis Nordische Kombination
Datum:
Skilanglauf: Mittwoch, 5. Februar 1941
Skilanglauf: Donnerstag, 6. Februar 1941
Austragungsorte:
Skilanglauf: Cortina d’Ampezzo
Sprunglauf: Trampolino Italia
Teilnehmer: 27 gestartet; 22 gewertet

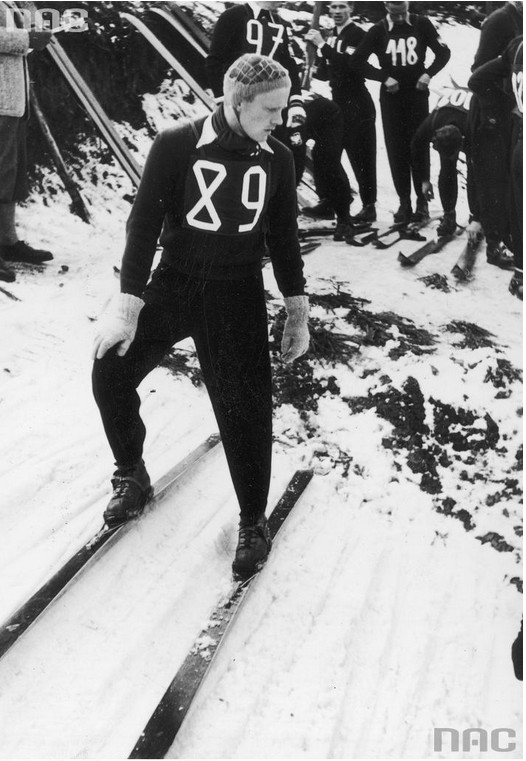
Erneuter Sieg für Titelverteidiger Gustl Berauer

| Rang | Athlet             | Land               | Punkte Gesamt | Zeit 18 km  | Punkte 18 km | Rang 18 km | Sprung 1 | Sprung 2 | Punkte Springen | Rang Springen |
| ---- | ------------------ | ------------------ | ------------- | ----------- | ------------ | ---------- | -------- | -------- | --------------- | ------------- |
| 1    | Gustl Berauer      | Deutsches Reich    | 431,80        | 1:09:08,0 h | 240,00       | 1          | 56,5 m   | 57,0 m   | 191,80          | 11            |
| 2    | Pauli Salonen      | Finnland           | 414,80        | 1:13:25,1 h | 213,20       | 4          | 57,0 m   | 60,0 m   | 201,60          | 6             |
| 3    | Josef Gstrein      | Deutsches Reich    | 406,20        | 1:12:33,4 h | ?            | 2          | 57,0 m   | 58,5 m   | ?               | ?             |
| 4    | Kalervo Kaplas     | Finnland           | 392,40        | 1:16:41,4 h | 193,50       | 12         | 57,0 m   | 57,0 m   | 198,90          | 8             |
| 5    | Timo Murama        | Finnland           | 391,60        | 1:17:02,0 h | 192,00       | 14         | 57,0 m   | 60,5 m   | 199,60          | 7             |
| 6    | Sven Selånger      | Schweden           | 391,50        | 1:21:30,0 h | 166,50       | 22         | 63,0 m   | 67,0 m   | 225,00          | 1             |
| 7    | Bruno da Col       | Königreich Italien | 390,60        | 1:18:13,0 h | 184,50       | 16         | 57,0 m   | 60,0 m   | 206,10          | 4             |
| 8    | Johann Lahr        | Deutsches Reich    | 389,30        | 1:18:57,0 h | 181,50       | 18         | 61,0 m   | 64,0 m   | 207,80          | 3             |
| 9    | Walter Fux         | Schweiz            | 388,70        | 1:16:05,3 h | 197,20       | 9          | 57,0 m   | 58,0 m   | 191,50          | 12            |
| 10   | Niilo Nikunen      | Finnland           | 387,60        | 1:16:35,0 h | 195,00       | 11         | 57,0 m   | 55,0 m   | 192,60          | 10            |
| 11   | Hellmut Lantschner | Deutsches Reich    | 385,30        | 1:18:44,2 h | 181,50       | 17         | 61,0 m   | 60,0 m   | 203,80          | 5             |
| 12   | Albert Burk        | Deutsches Reich    | 384,30        | 1:17:20,0 h | 190,50       | 15         | 58,0 m   | 57,5 m   | 193,80          | 9             |
| 13   | Alois Simon        | Deutsches Reich    | 376,95        | 1:15:50,3 h | ?            | 7          | 51,0 m   | 55,0 m   | ?               | ?             |
| 14   | Yngve Mohlin       | Schweden           | 371,60        | 1:14:48,0 h | 205,50       | 6          | 45,0 m   | 48,0 m   | 166,10          | 21            |
| 15   | Alberto Tassotti   | Königreich Italien | 366,30        | 1:15:54,0 h | ?            | 8          | 44,5 m   | 50,5 m   | ?               | 20            |
| 16   | Antonio Mosele     | Königreich Italien | 357,90        | 1:16:18,2 h | ?            | 10         | 46,0 m   | 47,0 m   | ?               | 22            |
| 17   | Erik Lindström     | Schweden           | 357,60        | 1:25:39,0 h | 142,50       | 27         | 62,0 m   | 63,0 m   | 215,10          | 2             |
| 18   | Heini Klotz        | Schweiz            | 357,20        | 1:21:01,0 h | ?            | 21         | 53,0 m   | 56,0 m   | ?               | ?             |
| 19   | Pius Russi         | Schweiz            | 345,80        | 1:19:42,0 h | ?            | 19         | 47,0 m   | 49,0 m   | ?               | ?             |
| 20   | Delfo Ramella Paia | Königreich Italien | 343,50        | ?           | ?            | ?          | ?        | ?        | ?               | 15            |
| 21   | Italo Soldá        | Königreich Italien | 342,40        | ?           | ?            | 20         | ?        | ?        | ?               | 17            |
| 22   | Elemír Nemesszeghy | Slowakei           | 313,10        | ?           | ?            | ?          | ?        | ?        | ?               | ?             |
| DNF  | Adi Gamma          | Schweiz            | -             | 1:12:41,1 h | ?            | 3          | -        | -        | -               | -             |
| DNF  | Franz Kraus        | Deutsches Reich    | -             | 1:13:28,2 h | ?            | 5          | -        | -        | -               | -             |
| DNF  | Erkki Mäkinen      | Finnland           | -             | 1:16:55,0 h | ?            | 13         | 41,0 m   | -        | -               | -             |
| DNF  | 00?                | 00?                | -             | ?           | ?            | ?          | -        | -        | -               | -             |
| DNF  | 00?                | 00?                | -             | ?           | ?            | ?          | -        | -        | -               | -             |
| DNS  | Josef Bradl        | Deutsches Reich    |               |             |              |            |          |          |                 |               |
| DNS  | 00?                | 00?                |               |             |              |            |          |          |                 |               |

Die  deutschen Teilnehmer Gustl Berauer und Hans Lahr stammten aus dem annektierten Sudetenland in der Tschechoslowakei, Josl Gstrein, Hellmut Lantschner und Josef Bradl aus der  angeschlossenen Ostmark in (Österreich).
Die fünf besten Kombinierer nach dem Langlauf waren Berauer vor Gstrein, Adi Gamma (Schweiz), Pauli Salonen (Finnland, in 1:13:25,1 auf Rang 32 im gemeinsam mit den Langlauspezialisten gewerteten Gesamtklassement der 18 km) und Franz Kraus (Deutschland).
Zum Springen waren einige Tausende an Zuschauern gekommen, der Sprungturm war 48 m hoch und brachte eindringlich die Akrobatik des Skispringens zur Geltung. Die Schanze befand sich in ausgezeichnetem Zustand, kein einziger Teilnehmer kam zu Sturz. Neben den Sprungrichtertribünen waren auch Film- und Pressetribünen und eine große Anzeigetafel aufgebaut.
Das Springen stand im Zeichen des „alten Routiniers“ Sven Selånger aus Schweden, der immer noch eine Sonderklasse darstellte. Er schaffte mit 63 und 67 Metern in beiden Durchgängen die Höchstweite, wodurch er sich noch von Rang 22 auf den sechsten Platz zu verbessern vermochte. Berauer brauchte seine Sprünge praktisch nur halbwegs zu stehen, er kam auf 56,5 und 57 m – beim zweiten etwas wackelig, aber er hielt sich – und stand damit als überlegener Sieger fest. Salonen gelang es noch, mit 57 und 60 m Gstrein zu verdrängen, der auf 57 und 58,5 m kam, jeweils etwas Rücklage hatte und vor allem im Stil deutliche Defizite verzeichnete. Lantschner sprang 61 und 60 m, Klotz 53 und 56 und Russi – als  schwacher Springer bekannt – erreichte 47 und 49 m.